# Orangerie

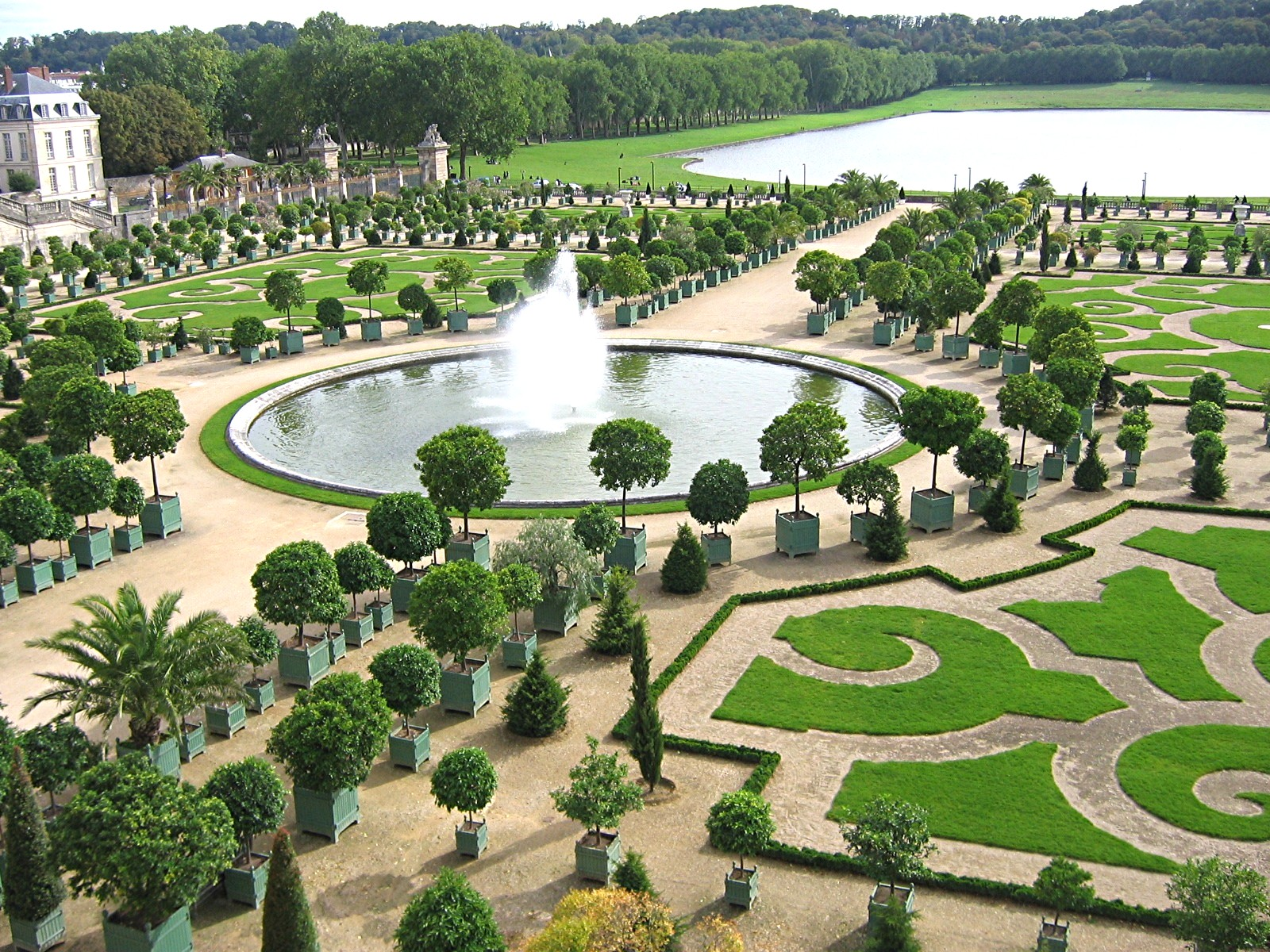
Las plantas de la orangerie del palacio de Versalles, expuestas al exterior en el verano, con los naranjos en grandes cajones para poder transportarlos.

Una orangerie (palabra original francesa, que significa 'naranjal', y a veces traducida como 'invernadero') es una edificación cerrada dotada con grandes ventanales y con un sistema de calefacción en la que se abrigan, durante la temporada mala, los cítricos plantados en bandejas o macetas, así como otras plantas protegiéndolas de las heladas. En Italia, país en el que apareció la moda en los jardines renacentistas de las villas de recreo, se fueron acristalando —a medida que la tecnología de la fabricación del vidrio permitió fabricar grandes superficies de cristal transparente— las arcadas bajo las cuales se plantaban los cítricos que estaban protegidos del frío del invierno. Curiosamente se les llama limonaia.
El término «orangerie» significaba también anteriormente en Francia las plantaciones de naranjas, que ahora se llama «orangeraies».
La orangerie del Palacio del Louvre (1617) inspiró imitaciones que no fueron eclipsadas hasta el desarrollo de los invernaderos modernos en la década de 1840. Una orangerie era un signo de distinción en las residencias aristocráticas durante los siglos XVII y XVIII. 

## Ejemplos de orangeries europeas
- En Francia:

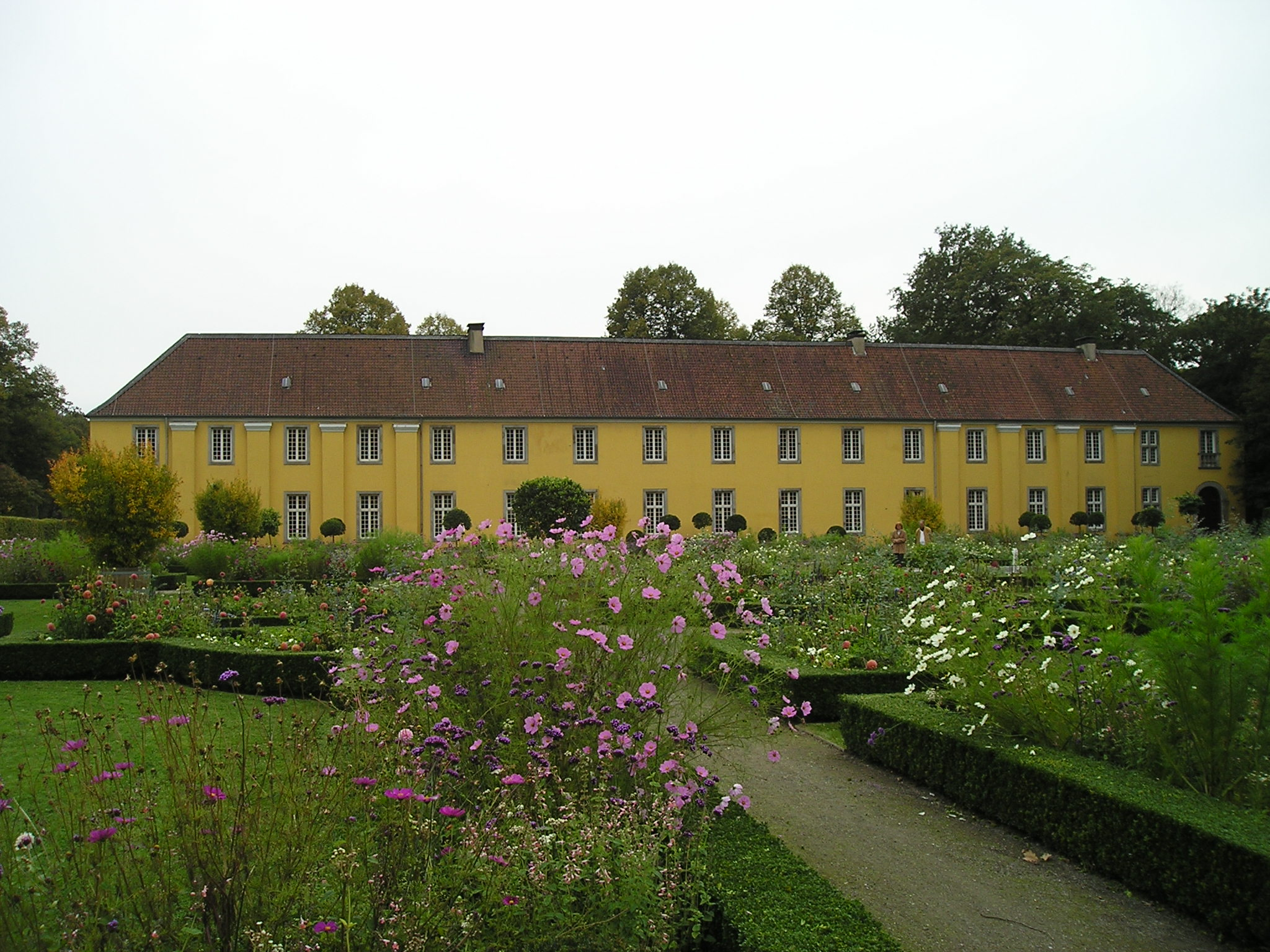
Orangerie en Düsseldorf-Benrath

- Orangerie real del Château-Gaillard (Amboise)
- Orangerie del Parc du Thabor, en Rennes
- Parque de la Orangerie en Estrasburgo
- Orangerie del Palacio de Versalles
- Orangerie del château de Saint-Cloud, hoy destruido, donde se desarrolló el Golpe de Estado del 18 de brumario que suprimió el Directorio en beneficio del Consulado.
- Orangerie del château de Sceaux, Jules Hardouin-Mansart, 1686.
- Orangerie del château de los duques de la Trémoïlle en Thouars
- Orangerie del Château d'Acquigny
- Orangerie en el château de Reynerie en Toulouse
- Orangerie del château de Gourdan en la comuna de Saint-Clair en Ardèche
- Orangerie del jardín del Luxemburgo en París
- Museo de la Orangerie en París, en el jardín de las Tullerías
- Orangerie du château St-Jean, actuelle maison mère Bugatti a Mosheim, Alsacia
- Orangerie du Parc de la tête d'or, Lyon

- en el Reino Unido:

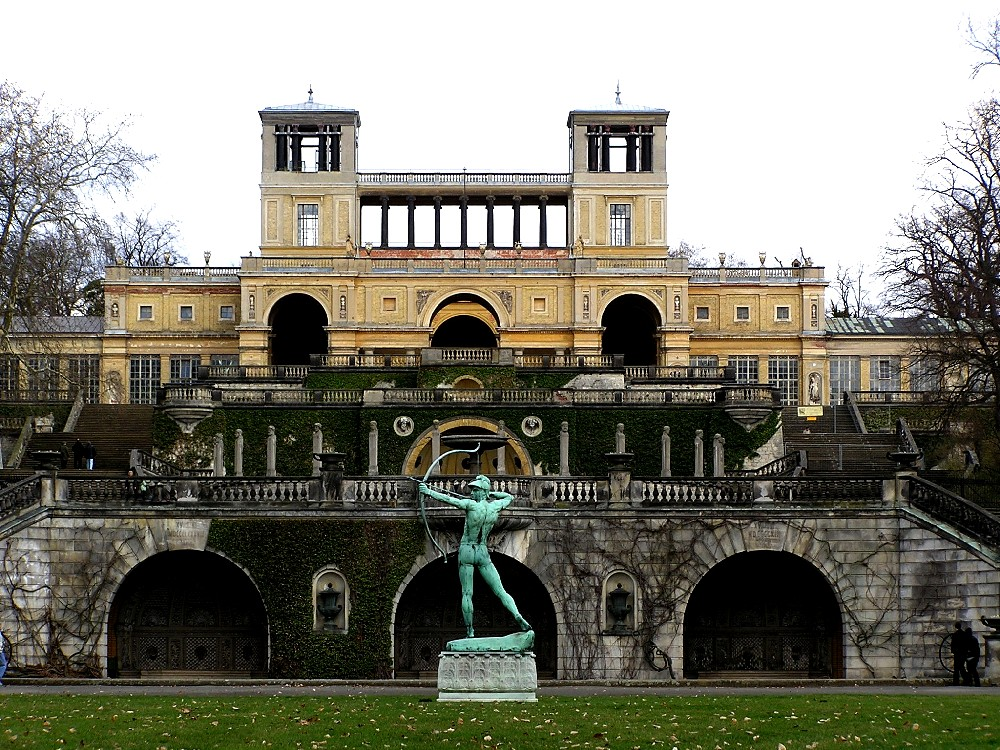
La Orangerieschloss de Potsdam (Alemania), de mediados del.

- La orangerie de Kew, en Londres (1761), es uno de los primeros trabajos de sir William Chambers. Tiene 28 metros de largo y fue el mayor palacio de cristal de Gran Bretaña hasta entonces construido. Si bien estaba construida como una arcada, con pabellones en los extremos para los naranjos en el invierno, los niveles de luz eran demasiado débiles como para que prosperaran, debido sobre todo a sus tejados de material sólido y opaco (Royal Botanical Gardens (Kew, Londres)).

- La orangerie de Margam Country Park (Gales) se construyó entre 1787 y 1793 para albergar una gran colección de naranjos y limoneros heredada por Thomas Mansel Talbot. La casa original se perdió, pero sobrevive la orangerie, que, con 327 pies, es la más grande en Gales ().

- Hay una orangerie del 1700 en Kenwood House en Londres.

- En el resto de Europa:

- Orangerie del château de Schönbrunn en Viena
- Orangerieschloss en Potsdam
- Château de l'Orangerie en Fulda
- Orangerie del château de Benrath en Düsseldorf
- Orangerie del jardín botánico de Bruselas
- Orangerie del parque Karlsaue en Kassel (Hesse)
- Orangerie del château de Kouskovo, cerca de Moscú
- Orangerie del château de Delémont, antigua residencia de verano de los Príncipes-obispos de Bâle
- Orangerie y "Küchengarten" en Gera (Alemania)

- En el resto del mundo:

- En los Estados Unidos de América una de las primeras orangeries que se construyeron y ha sobrevivido, es la de Tayloe House, en Mount Airy (Virginia).